# Iker Lecuona
Iker Lekuona, född 6 januari 2000 i Valencia, är en spansk motorcykelförare som tävlar i grenen roadracing. Sedan 2016 tävlar han i Moto2-världsmästerskapet i Grand Prix Roadracing. Lekuona tävlar med startnummer 27 på sin motorcykel.
Lekuona tävlade i spanska Moto2-mästerskapen 2015 och 2016. Han gjorde VM-debut vid minimiåldern 16 år, då han hoppade in och ersatte ordinarie förare i Interwetten Racing på en Kalex. Lekuona fortsatte hos samma team 2017 och kom på 35:e plats i VM. Till Roadracing-VM 2018 bytte stallet motorcykel från Kalex till KTM. Lekuona tog sin första pallplats och slutade 12:a i VM. Han fortsatte i samma team 2019, fast de bytt nam till American team. Säsongens sista Grand Prix körde Lecuona inte i Moto2, utan i MotoGP-klassen för Red Bull KTM Tech 3. Han körde MotoGP som ordinarie förare hos det teamet säsongen 2020 och 2021.
Från 2022 kör Lecuona i Superbike-VM

## Framskjutna placeringar
Uppdaterad till 2020-01-01.
| Nr | Grand Prix | År   |
| -- | ---------- | ---- |
| 1  | Valencia   | 2018 |

| Nr | Grand Prix | År   |
| -- | ---------- | ---- |
| 1  | Thailand   | 2019 |

### Webbkällor
- http://www.motogp.com/en/riders/Iker+Lecuona , Arkivlänk
- https://www.worldsbk.com/en/rider/Iker+Lecuona/7812